# Pollard (Alabama)
 Pollard, Alabama és una població dels Estats Units a l'estat d'Alabama. Segons el cens del 2000 tenia 120 habitants.

## Demografia
Segons el cens del 2000, Pollard tenia 120 habitants, 48 habitatges, i 33 famílies La densitat de població era de 41,7 habitants/km².
Dels 48 habitatges en un 31,3% hi vivien nens de menys de 18 anys, en un 50% hi vivien parelles casades, en un 14,6% dones solteres, i en un 29,2% no eren unitats familiars. En el 29,2% dels habitatges hi vivien persones soles el 12,5% de les quals corresponia a persones de 65 anys o més que vivien soles. El nombre mitjà de persones vivint en cada habitatge era de 2,5 i el nombre mitjà de persones que vivien en cada família era de 3,09.
Per edats la població es repartia de la següent manera: un 27,5% tenia menys de 18 anys, un 6,7% entre 18 i 24, un 22,5% entre 25 i 44, un 23,3% de 45 a 60 i un 20% 65 anys o més.
L'edat mediana era de 41 anys. Per cada 100 dones hi havia 106,9 homes. Per cada 100 dones de 18 o més anys hi havia 93,3 homes.
La renda mediana per habitatge era de 26.875 $ i la renda mediana per família de 28.750 $. Els homes tenien una renda mediana de 41.250 $ mentre que les dones 17.813 $. La renda per capita de la població era d'11.410 $. Aproximadament el 22,6% de les famílies i el 26,6% de la població estaven per davall del llindar de pobresa.

## Poblacions més properes
El següent diagrama mostra les poblacions més properes.